# 대전새미래중학교
대전새미래중학교(大田새未來中學校)는 대한민국 대전광역시 유성구 지족동에 있는 공립 중학교이다.

## 학교 연혁
- 2009년 11월 3일 : 학교 설립 인가
- 2014년 3월 1일 : 2학급 개교
- 2014년 3월 1일 : 초대 이군희 교장 취임
- 2014년 3월 3일 : 제1회 입학식
- 2016년 2월 4일 : 제1회 졸업식
- 2024년 1월 5일 : 제9회 졸업식
- 2024년 3월 1일 : 제6대 유민정 교장 취임
- 2024년 3월 4일 : 제11회 입학식

## 참고 자료
- 대전새미래중학교 - 한국교육학술정보원 학교알리미